# Парк у Бањи Ковиљачи
Парк у Бањи Ковиљачи представља препознатљиви симбол бање, који је стваран по угледу на западноевропске паркове. Налази се у централном делу, испод шуме и простире се на површини у њеном централном делу од 20 хектара и комплекс парковске шуме од око 40 хектара. Парк у оквиру комплекса Бање Ковиљаче представља просторно-културну и историјску целину, под заштитом државе.

## Прошлост
Све до половине деветнаестог века, простор на којем се данас налази парк, личио је на мочвару из које су се ширили непријатни мириси сумпоровите воде, а коју су опет и мештани и путници намерници често посећивали. Разлог је била изузетна и већ тада надалеко позната лековитост бањских извора. Људи су масовно долазили до мочварне долине, прозване „Смрдан бара”, у којој су са свих страна шикљали извори сумпоровите, гвожђевите, бакровите воде, правећи природним путем лековито блато.

## Уређење парка
Почетком двадесетог века, када је Ковиљача била потпуно изграђено бањско лечилиште, уређен је и парк. Радијалне је основе, где се строго водило рачуна о томе где ће се и који објекат градити и у ком делу парка, тако да се чак једно време није дозвољавала градња вила ни на његовом ободу. Све стазе бањског шеталишта водиле су према раскошном водоскоку који је доминирао бањском панорамом и био један од њених препознатљивих симбола. Шездесетих година водоскок је замењен фонтаном, а најлепши детаљ са њега, четири лавље главе у бронзи, уграђене су на оближњој чесми.
Парковске стазе су биле посуте жутом ризлом и када се гледало са висине личиле су на краљевску круну. После Другог светског рата две дијагоналне стазе између старог блатног купатила и виле „Далмација” су затрпане, а самим тим је нарушен првобитни изглед парка.

## Парк као музеј природе
Парк предствља јединствен музеј природе на отвореном са преко осамдесет врста дрвећа, прекрасним цветним аранжмани и пространим травнатим површинама. Амбијенту доприносе и очуване предратне виле „Далмација” и „Херцеговина”, здање купатила Краља Петра I, који адаптирани сијају пуним сјајем у оквиру Специјалне болнице за рехабилитацију, препознатљивог Кур салона и вила које тек чекају обнову.